# D.Kay
David Kulenkampff aka D.Kay (* 1979 Vídeň) je rakouský drum and bassový producent hrající pro label Brigand Music. Společně s Rawfullem založil roku 2001 uskupení Ill.Skillz. Svou produkci vydává přes labely Soul:R, Bingo, Renegade Hardware a jiné. Během své kariéry spolupracoval s umělci jako Kasra, Marcus Inalex and Black Sun Empire. V roce 2003 dobyl jeho singl "Barcelona" (D.Kay & Epsilon ft. Stamina MC) britskou chart. Ten samý rok vyhrál cenu "Best Breakthrough Producer".

### Interviews
- (anglicky) Interview s D.Kay na Drum & Bass Arena z června 2003
- (anglicky) Interview s D.Kay na DNB Forum ze září 2003
- (anglicky) Interview s D.Kay na Play.fm z února 2006
- (německy) D.Kay: der Soulshaker - Interview pro Resident magazin z roku 2007